# Джованна Савойская
Джованна Савойская, также Иоа́нна Болга́рская (болг. Йоанна Българска; при рождении Джованна Элизабетта Антония Романа Мария Савойская, итал. Giovanna Elisabetta Antonia Romana Maria di Savoia; 13 ноября 1907, Рим, Италия — 26 февраля 2000, Эшторил, Португалия), — итальянская принцесса из Савойского дома, в замужестве царица Болгарии.

## Биография
Третья дочь и четвертый ребёнок короля Италии Виктора Эммануила III и Елены Черногорской. При крещении получила имя Джованна Елизавета Антония Романа Мария. С самого детства воспитывалась с целью заключить выгодный династический брак.
25 октября 1930 года в Ассизи Джованна вышла замуж за царя Болгарии Бориса III, на церемонии гражданского бракосочетания, среди гостей был премьер-министр Италии Бенито Муссолини. Далее было совершено богослужение  по католическому обряду. Двумя неделями позже в Софии прошло православное таинство венчания, что вызвало конфликт с католической церковью. Джованна приняла болгарскую версию своего имени — Йоанна. 
Супруги имели двоих детей, крещённых в Православной церкви: 
- Мария Луиза (род. 1933);
- Симеон (род. 1937), царь Болгарии Симеон II с 1943 по 1946 год.

Царица была хорошо принята в Болгарии, частично из-за славянских корней со стороны матери. Она занималась благотворительностью, финансировала госпиталь для детей. Во время войны она доставала визы, чтобы позволить многим евреям уехать в Аргентину. Царь Борис также оказался менее покорным, чем надеялся Гитлер, и после встречи с ним в Берлине в августе 1943 года царь серьёзно заболел и умер. Официальными причинами смерти были названы стресс и проблемы с сердцем, однако ходили многочисленные слухи об отравлении. Сын Джованны, Симеон, стал новым царем при регентстве его дяди Кирилла, который был более сговорчив.
После прихода в Болгарии к власти коммунистов Кирилл был осуждён «народным судом» и впоследствии казнён. Йоанна и Симеон оставались под домашним арестом во дворце Врана до 1946 года, когда новое коммунистическое правительство позволило им уехать из страны. Сначала они отправились в Александрию к отцу Йоанны, бывшему королю Италии Виктору Эммануилу, затем переехали в Мадрид. После женитьбы Симеона на испанской дворянке Маргарите Гомес-Асебо и Сехуэла в 1962 году Йоанна уехала в Эшторил, где прожила всю оставшуюся жизнь. В 1993 году она совершила визит в Болгарию, чтобы навестить могилу мужа. 
Похоронена в церкви Святого Франциска в Ассизи, Италия, в городе, где она выходила замуж.